# Roberto Escobar
Roberto Escobar (Milano, 24 settembre 1946) è un critico cinematografico e docente universitario italiano.

## Biografia
Docente di Filosofia Politica e Analisi del linguaggio politico all'Università degli Studi di Milano, collabora con L'Espresso come critico cinematografico dopo aver collaborato per diversi anni con Il Sole 24 Ore, sulle cui pagine ancora scrive. Per lo stesso giornale ha curato con lo pseudonimo Als Ob una rubrica di critica televisiva.
Nel 2001 ha ottenuto il premio Ennio Flaiano per la critica cinematografica.
Da sempre interessato alla politica, appoggia il progetto di Pietro Grasso, iscrivendosi a Liberi e Uguali. Alle elezioni politiche del 2018 è il candidato del partito nel collegio uninominale Lombardia 01 per il Senato della Repubblica. Risulta non eletto in quanto ottiene solo il 4,03%.

## Opere
- Friedrich Nietzsche. Teoria della conoscenza e critica del razionalismo, Editore: Bietti, 1974
- Nietzsche e la filosofia politica del XIX secolo, Editore: il Formichiere, 1978
- Il cinema del Fronte popolare. Francia 1934-37, Roberto Escobar, Vittorio Giacci, Editore: il Formichiere, 1979
- Nietzsche e il tragico, Editore: il Formichiere, 1980
- Nel cerchio magico. Stirner: la politica dalla gerarchia alla reciprocità, Editore: Franco Angeli, 1986
- Ironia e paura del quotidiano, Roberto Escobar, disegni di Nani Tedeschi, Edizioni Unicopli, 1989
- Metamorfosi della paura, Il Mulino, 1997 (2007)
- Gli anni '90 al cinema. Dizionario dei grandi film, Roberto Escobar, Luigi Paini, Editore: Raffaello Cortina, 1999
- Riflessi nel grande schermo. I grandi film della stagione: le recensioni, le filmografie, i festival 1999, Roberto Escobar, Luigi Paini, Editore: Il Sole 24 Ore, Data di pubblicazione: 2000
- Riflessi nel grande schermo 2000. I grandi film della stagione: le recensioni, le filmografie, i festival, Roberto Escobar, Luigi Paini; Editore: Il Sole 24 Ore; Data di pubblicazione: 2000
- Riflessi nel grande schermo 2001. I grandi film della stagione: le recensioni, le filmografie, i festival, Roberto Escobar, Luigi Paini; Editore: Il Sole 24 Ore; Data di pubblicazione: 2001
- Il silenzio dei persecutori ovvero il Coraggio di Shahrazàd, Il Mulino, 2001
- Nietzsche politico, M & B Publishing, 2003
- La Libertà negli occhi, Il Mulino, 2006
- Ti racconto un film. Per spettatori innamorati e aspiranti critici, Roberto Escobar, Emilio Cozzi, Editore: Raffaello Cortina, 2007
- Paura e libertà, Morlacchi, 2009
- La paura del laico, Il Mulino, 2010
- Eroi della politica. Storie di re, capi e fondatori, Il Mulino, 2012
- La fedeltà di Don Giovanni, Il Mulino, 2014